# 鮫島武次
鮫島 武次（さめじま たけつぐ）は、日本の弁護士。元大阪弁護士会会長。鮫島法律事務所所長。

## 来歴・人
大阪府大阪市出身。大阪明星高等学校を経て、東京大学教養学部を卒業した。
司法修習36期を経て弁護士開業し、鮫島法律事務所を設立した。大阪弁護士会副会長や会長、日本弁護士連合会常務理事を歴任した。また、東京大学非常勤講師も務めた（専門は民事・商事法）。
弁護士としては企業の法務対応が主業務で、NPOや公益法人などの市民活動の基盤整備も活動に含めていた。